# Хлорний внутрішньоклітинний канал 4
Хлорний внутрішньоклітинний канал 4 (англ. Chloride intracellular channel 4) – білок, який кодується геном CLIC4, розташованим у людей на короткому плечі 1-ї хромосоми.  Довжина поліпептидного ланцюга білка становить 253 амінокислот, а молекулярна маса — 28 772.
| 10         |  | 20         |  | 30         |  | 40         |  | 50         |
| ---------- |  | ---------- |  | ---------- |  | ---------- |  | ---------- |
| MALSMPLNGL |  | KEEDKEPLIE |  | LFVKAGSDGE |  | SIGNCPFSQR |  | LFMILWLKGV |
| VFSVTTVDLK |  | RKPADLQNLA |  | PGTHPPFITF |  | NSEVKTDVNK |  | IEEFLEEVLC |
| PPKYLKLSPK |  | HPESNTAGMD |  | IFAKFSAYIK |  | NSRPEANEAL |  | ERGLLKTLQK |
| LDEYLNSPLP |  | DEIDENSMED |  | IKFSTRKFLD |  | GNEMTLADCN |  | LLPKLHIVKV |
| VAKKYRNFDI |  | PKEMTGIWRY |  | LTNAYSRDEF |  | TNTCPSDKEV |  | EIAYSDVAKR |
| LTK        |  |            |  |            |  |            |  |            |

A: Аланін

C: Цистеїн

D: Аспарагінова кислота

E: Глутамінова кислота

F: Фенілаланін

G: Гліцин

H: Гістидин

I: Ізолейцин

K: Лізин

L: Лейцин

M: Метіонін

N: Аспарагін

P: Пролін

Q: Глутамін

R: Аргінін

S: Серин

T: Треонін

V: Валін

W: Триптофан

Цей білок за функціями належить до іонних каналів, потенціалзалежних каналів, хлорних каналів. 
Задіяний у таких біологічних процесах як транспорт іонів, транспорт. 
Білок має сайт для зв'язування з хлоридом. 
Локалізований у клітинній мембрані, цитоплазмі, цитоскелеті, ядрі, мембрані, мітохондрії, клітинних контактах, цитоплазматичних везикулах.